# Pterodoras granulosus
Pterodoras granulosus es una especie de peces de la familia Doradidae en el orden de los Siluriformes.

## Morfología
Los machos pueden llegar alcanzar los 70 cm de longitud total y 6.500 g de peso.

## Alimentación
Come principalmente los frutos de  Astrocaryum jauary .

## Hábitat
Es un pez de agua dulce y de clima tropical (20 °C-24 °C).

## Distribución geográfica
Se encuentran en Sudamérica:  cuencas de los ríos  Amazonas y  Paraná, y cuencas fluviales costeras de Guayana y Surinam.